# APS-C

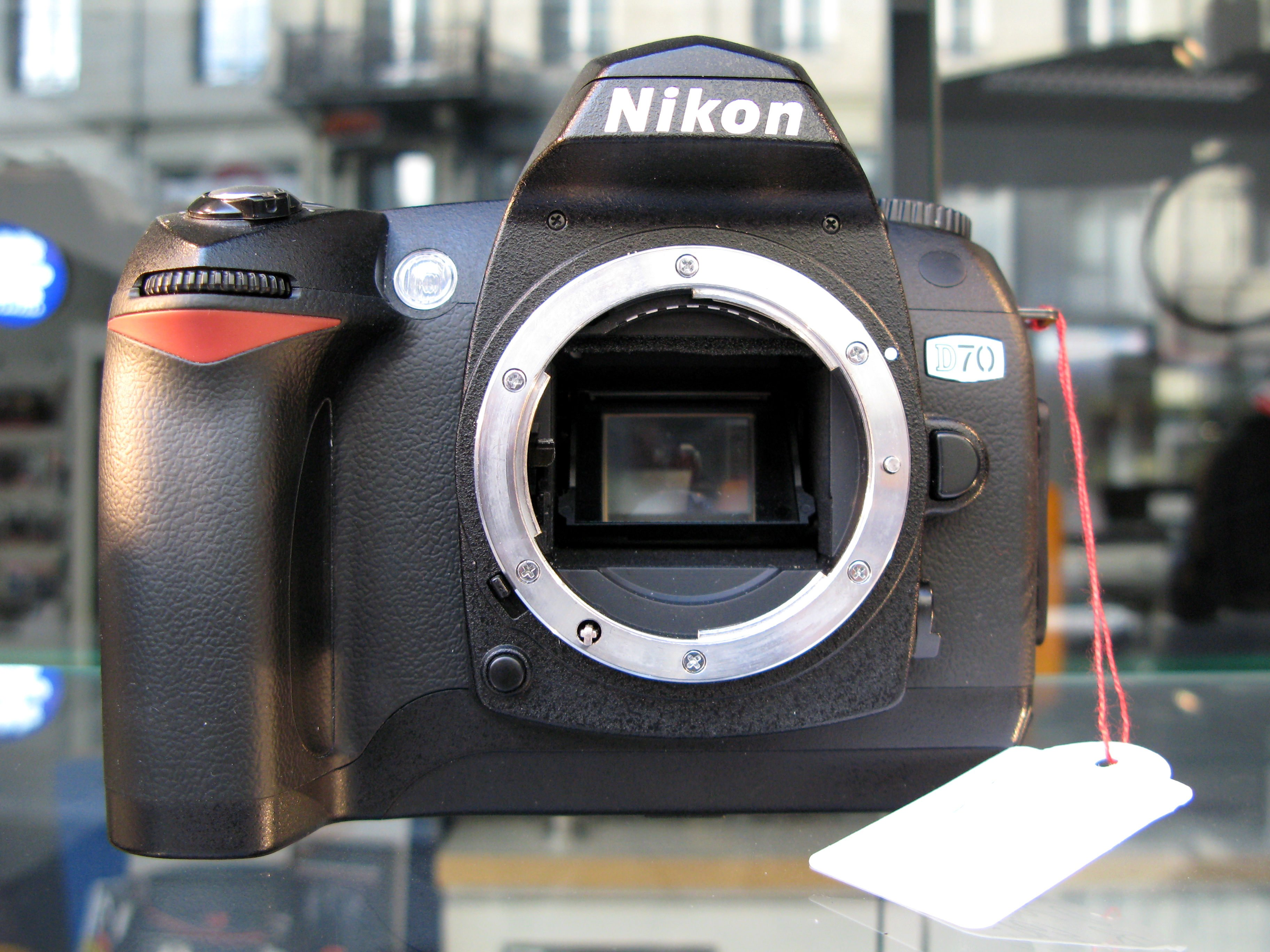
La Nikon D70, una típica cámara con el formato APS-C.

En fotografía digital, APS-C (Advanced Photo System type-C, "Sistema Avanzado de fotografía tipo C")  hace referencia a un  formato de sensor de imagen que tiene unas dimensiones aproximadamente iguales a las de un formato homónimo de negativo fotográfico, el ahora obsoleto APS, con unas medidas del negativo de 25,1 × 16,7, que da un factor de forma (basado en la altura) con una proporción de 3:2 que es el clásico en la fotografía de 35mm.
Posteriormente, este término se ha empleado para referirse a uno de los tamaños posibles en los sensores de las cámaras digitales; en realidad se trata de un nombre comercial, ya que los tamaños de los formatos digitales APS-C y APS-H son sólo parcialmente parecidos a los del mismo nombre en formato sobre soporte película. Posteriormente los fabricantes de dispositivos APS-C personalizaron la norma con hasta tres variantes.

## APS-H
En el formato  APS también se incluyen otros tipos, incluido el  Tipo-H (donde H significa alta definición), más ancho (y con la misma altura). Canon utiliza las "siglas APS-H para indicar sensores de tamaño intermedio entre el sensor APS-C y el  sensor full-frame, que se utilizaron en algunos de sus modelos más profesionales. El APS-C, por tanto, no debe confundirse con el APS-H, de mucha mayor área.

## Cámaras con sensor APS-C[2]

Diagrama comparativo de los sensores utilizados en la mayoría de cámaras digitales

Diagrama a escala de los diferentes sensores montados en cámaras digitales

Las cámaras que incluyen un sensor APS-C con sus dimensiones exactas son las siguientes:
- Canon EOS 1000D: 22.2 mm x 14.8 mm (3888 x 2592 Pixel, 3:2, Crop 1,60)
- Canon EOS 200D: 22.3 mm x 14.9 mm (6000 × 4000 Pixel, 3:2, Crop 1,60)
- Canon EOS 300D: 22,7 mm × 15,1 mm (3072 × 2048 Pixel, 3:2, Crop 1,59)
- Canon EOS 350D: 22,2 mm × 14,8 mm (3456 × 2304 Pixel, 3:2, Crop 1,62)
- Canon EOS 400D: 22,2 mm × 14,8 mm (3888 x 2592 Pixel, 3:2, Crop 1,62)
- Canon EOS 450D: 22,2 mm × 14,8 mm (4274 x 2848 Pixel, 3:2, Crop 1,60)
- Canon EOS 500D: 22,3 mm × 14,9 mm (4752 x 3168 Pixel, 3:2, Crop 1,60)
- Canon EOS 550D: 22,3 mm × 14,9 mm (5184 x 3456 Pixel, 3:2, Crop 1,60)
- Canon EOS 600D: 22,3 mm × 14,9 mm (5184 x 3456 Pixel, 3:2, Crop 1,60)
- Canon EOS 650D: 22,3 mm × 14,9 mm (5184 x 3456 Pixel, 3:2, Crop 1,60)
- Canon EOS 10D: 22,7 × 15,1 mm (3504 × 2336 Pixel, 3:2, Crop 1,59)
- Canon EOS 20D: 22,5 × 15,0 mm (3504 × 2336 Pixel, 3:2, Crop 1,60)
- Canon EOS 30D: 22,5 × 15,0 mm (3504 × 2336 Pixel, 3:2, Crop 1,60)
- Canon EOS 40D: 22,5 × 15,0 mm (3888 × 2592 Pixel, 3:2, Crop 1,60)
- Canon EOS 50D
- Canon EOS 60D: 22,3 × 14,9 mm (5184 × 3456 Pixel, 3:2, Crop 1,60)
- Canon EOS 77D: 22,3 × 14,9 mm (5184 × 3456 Pixel, 3:2, Crop 1,60)
- Canon EOS 80D: 22,3 × 14,9 mm (5184 × 3456 Pixel, 3:2, Crop 1,60)
- Canon EOS 90D: 22,3 × 14,9 mm (5184 × 3456 Pixel, 3:2, Crop 1,60)
- Canon EOS 7D: 22,3 × 14,9 mm (5184 × 3456 Pixel, 3:2, Crop 1,60)
- Konica Minolta Dynax 5D: 23,5 × 15,7 mm (3008 x 2000 Pixel, 3:2, Crop 1,53)
- Konica Minolta Dynax 7D: 23,5 × 15,7 mm (3008 x 2000 Pixel, 3:2, Crop 1,53)
- Nikon D40: 23,7 mm × 15,7 mm (3008 × 2008 Pixel, 3:2, Crop 1,52)
- Nikon D50: 23,7 mm × 15,7 mm (3008 × 2008 Pixel, 3:2, Crop 1,52)
- Nikon D50: 23,7 mm × 15,6 mm (3008 × 2000 Pixel, 3:2, Crop 1,52)
- Nikon D70: 23,7 mm × 15,6 mm (3008 × 2000 Pixel, 3:2, Crop 1,52)
- Nikon D70s: 23,7 mm × 15,6 mm (3008 × 2000 Pixel, 3:2, Crop 1,52)
- Nikon D100: 23,7 mm × 15,6 mm (3008 × 2000 Pixel, 3:2, Crop 1,52)
- Nikon D200: 23,6 mm × 15,8 mm (3872 × 2592 Pixel, 3:2, Crop 1,5)
- Nikon D300: 23,6 mm × 15,8 mm (4288 × 2848 Pixel, 3:2, Crop 1,52)
- Nikon Z50: 23,6 mm × 15,8 mm (4288 × 2848 Pixel, 3:2, Crop 1,52)
- FujiFilm X-100: 23.6mm × 15.8mm (4288 × 2848 Pixel, 3:2, Crop 1,52)
- FujiFilm S5Pro: 23,6 mm × 23 x 15.5 mm (4256 x 2848 Pixel, 3:2, Crop 1,52)
- Nikon D1X: 23,7 mm × 15,6 mm (3008 × 1960 Pixel, 3:2, Crop 1,52)
- Nikon D2H: 23,1 mm × 15,5 mm (2464 × 1632 Pixel, 3:2, Crop 1,56)
- Nikon D2Hs: 23,1 mm × 15,5 mm (2464 × 1632 Pixel, 3:2, Crop 1,56)
- Nikon D2X: 23,7 mm × 15,7 mm (4288 × 2848 Pixel, 3:2, Crop 1,52)
- Pentax *istD: 23,5 × 15,7 mm (3008 × 2008 Pixel, 3:2, Crop 1,53)
- Pentax *istDL: 23,5 × 15,7 mm (3008 × 2008 Pixel, 3:2, Crop 1,53)
- Pentax *istDs: 23,5 × 15,7 mm (3008 × 2008 Pixel, 3:2, Crop 1,53)
- Samsung NX1000 :23,5 mm x 15,7 mm (5472 x 3648 Pixel, 3:2, Crop 1,54)
- Samsung NX300 :23,5 x 15,7mm (5472 x 3648 Pixel, 3:2, Crop 1,54)
- Samsung NX30 :23,5 x 15,7mm (5472 x 3648 Pixel, 3:2, Crop 1,54)
- Sigma DP1: 20.7 x 13.8 mm (2640 x 1760 Pixel, 3:2, Crop 1,74)
- Sigma 9SD: 20,7 mm × 13,8 mm (2268 × 1512 × 3 Pixel, 3:2, Crop 1,74)
- Sigma 10SD: 20,7 mm × 13,8 mm (2268 × 1512 × 3 Pixel, 3:2, Crop 1,74)
- Sony Alpha DSLR-A100: 23,6 mm × 15,8 mm (3872 × 2592 Pixel, 3:2, Crop 1,52)
- Sony Alpha ILCE-QX1: 16 mm × 50 mm
- Sony Alpha ILCE-6300: Sensor CMOS Exmor® 23,5 x 15,6 mm
- Sony Cybershot DSC-R1: 21,5 mm × 14,4 mm (3882 × 2592 Pixel, 3:2, Crop 1,67)
- Negativo APS-C: 25,1 mm × 16,7 mm (Crop 1,43)
- Negativo APS-H: 30,2 mm × 16,7 mm (Crop 1,25)
- Negativo APS-P: 30,2 mm × 9,5 mm (Crop 1,37)

Crop hace referencia al factor de multiplicación o de recorte; es decir, cuánto más pequeño es el sensor respecto a una imagen en una película de 35mm.